# Rəşad Abdullayev
Rəşad Qəhrəman oğlu Abdullayev (Baku, 1º ottobre 1981) è un ex calciatore azero, di ruolo centrocampista.

## Carriera

### Club
Nel 2009 si trasferisce al Neftchi Baku.

### Nazionale
Conta numerose presenze con la Nazionale azera.